# Championnats d'Europe de badminton 2022
Navigation
Kiev 2021 Sarrebruck 2024
Les championnats d'Europe de badminton 2022, vingt-neuvième édition des championnats d'Europe de badminton, se déroulent du 25 avril au 30 avril 2022 à Madrid, en Espagne. La compétition devait se tenir à Vantaa en Finlande avant d'être délocalisée en raison de la pandémie de Covid-19. 

## Médaillés
| Épreuve       | Or                             | Argent                       | Bronze                             |
| ------------- | ------------------------------ | ---------------------------- | ---------------------------------- |
| Simple hommes | Viktor Axelsen                 | Anders Antonsen              | Misha Zilberman                    |
| Simple hommes | Viktor Axelsen                 | Anders Antonsen              | Toma Junior Popov                  |
| Simple dames  | Carolina Marín                 | Kirsty Gilmour               | Neslihan Yiğit                     |
| Simple dames  | Carolina Marín                 | Kirsty Gilmour               | Mia Blichfeldt                     |
| Double hommes | Mark Lamsfuß Marvin Seidel     | Alexander Dunn Adam Hall     | Ruben Jille Ties van der Lecq      |
| Double hommes | Mark Lamsfuß Marvin Seidel     | Alexander Dunn Adam Hall     | Ben Lane Sean Vendy                |
| Double dames  | Gabriela Stoeva Stefani Stoeva | Linda Efler Isabel Lohau     | Maiken Fruergaard Sara Thygesen    |
| Double dames  | Gabriela Stoeva Stefani Stoeva | Linda Efler Isabel Lohau     | Amalie Magelund Freja Ravn         |
| Double mixte  | Mark Lamsfuß Isabel Lohau      | Thom Gicquel Delphine Delrue | Mikkel Mikkelsen Rikke Søby Hansen |
| Double mixte  | Mark Lamsfuß Isabel Lohau      | Thom Gicquel Delphine Delrue | Robin Tabeling Selena Piek         |

## Tableau des médailles
| Rang  | Pays       | Médaille d'or, Europe | Médaille d'argent, Europe | Médaille de bronze, Europe | Total |
| ----- | ---------- | --------------------- | ------------------------- | -------------------------- | ----- |
| 1     | Allemagne  | 2                     | 1                         | 0                          | 3     |
| 2     | Danemark   | 1                     | 1                         | 4                          | 6     |
| 3     | Bulgarie   | 1                     | 0                         | 0                          | 1     |
| 3     | Espagne    | 1                     | 0                         | 0                          | 1     |
| 5     | Écosse     | 0                     | 2                         | 0                          | 2     |
| 6     | France     | 0                     | 1                         | 1                          | 2     |
| 7     | Pays-Bas   | 0                     | 0                         | 2                          | 2     |
| 8     | Angleterre | 0                     | 0                         | 1                          | 1     |
| 8     | Israël     | 0                     | 0                         | 1                          | 1     |
| 8     | Turquie    | 0                     | 0                         | 1                          | 1     |
| Total | Total      | 5                     | 5                         | 10                         | 20    |